# Birjevye Vedomosti
 Birzhevye Vedomosti était un journal russe publié de 1861 à 1917, qui a servi de pilier pour la création de l'Agence télégraphique RTA.

## Histoire
Birzhevye Vedomosti ("La Gazette des marchés", en russe) a été fondé en 1861 par le marchand-banquier K.V. Trubnikov, d'inspiration libérale, qui avait des intérêts personnels dans plusieurs journaux russes. Le journal est d'abord publié quatre fois par semaine, , avec une tolérance relative de l'administration du Tsar à Saint-Pétersbourg, puis devient quotidien. Dès 1862, il tente d'établir ses propres liaisons télégraphiques, pour se procurer des nouvelles récentes, ce qui en fait un journal moderne pour l'époque, ainsi que des nouvelles politiques, alors qu'il était à ses débuts concentré sur la finance et le commerce'. Il est autorisé à créer des agences dans plusieurs villes du pays et prend la défense des petites entreprises face au puissant ministère des finances russes'. Ses détracteurs l'accuseront plus tard d'être vulnérable à la corruption.
Birzhevye Vedomosti est décrit comme le journal de référence dans les cercles de bourgeoisie libérale de la capitale russe, avec des articles sur la politique, l'économie et la littérature. Son fondateur a épousé Mariya Vasilevan Trubnikova, née en Chine, dont le salon est un lieu de débat d'idées réputé pour réunir des intellectuels radicaux. Le journal a ensuite servi de pilier pour la création de l'Agence télégraphique RTA en mars 1866, mais celle-ci a vite souffert de la censure et de la concurrence de l'Agence Continentale allemande. Plus tard, le diplomate Emil Witte, fera usage de son influence auprès du Tsar pour le convaincre de créer un service télégraphique permettant à la Russie de s'émanciper de l'Agence Continentale .
Le positionnement du journal en faveur de l'opposition s'est intensifié lorsqu'il a été ensuite repris par V. A. Poletik en 1875, ce qui amène la censure à faire suspendre plusieurs fois sa publication. Il comptait parmi ses collaborateurs N. S. et V. S. Kurochkin, N. K. Mikhailovskii, A. N. Pleshcheev, et A. M. Skabichevskii. En 1879, le journal est rebaptisé Molva. Il continue à être publié  sous ce nom jusqu'en 1881. En 1917, il sera accusé de propagande anti-soviétique et disparaitra.